# 우치야마 게이
우치야마 게이(일본어: 内山 圭, 1993년 7월 19일~)는 일본의 축구 선수이다.

## 구단 경력
그는 2016년 일본 풋볼 리그의 도쿄 무사시노 시티 FC에 입단했다. 2017년 7월 J2리그의 로아소 구마모토로 이적했다. 2018년후 J3리그에 강등했다. 2022년 후지에다 MYFC로 이적했다. 2023년 J1리그의 사간 도스로 이적했다. 2024년 J2리그의 후지에다 MYFC로 임대 이적했다. 2025년 J2리그의 사간 도스로 복귀했다.